# Craspedosis semiplaga
Craspedosis semiplaga är en fjärilsart som beskrevs av W. Warren 1896. Craspedosis semiplaga ingår i släktet Craspedosis och familjen mätare. Inga underarter finns listade i Catalogue of Life.